# 葛飾区立よつぎ小学校
葛飾区立よつぎ小学校（かつしかくりつ よつぎしょうがっこう）は、東京都葛飾区四つ木にある公立小学校。

## 沿革
本節では統合前の「四ツ木小学校」についても記載する。
統合前
- 1929年（昭和4年）4月 - 本田第二尋常小学校として開校。
- 1934年（昭和9年）4月 - 東京市四ツ木尋常小学校と改称。
- 1941年（昭和16年）4月 - 国民学校令により、東京市四ツ木国民学校と改称。
- 1947年（昭和22年）4月 - 学制改革により、葛飾区立四ツ木小学校と改称。

統合後
- 1999年（平成11年）
  - 4月1日 - 四ツ木小学校と西渋江小学校を統合し、葛飾区立よつぎ小学校開校。
  - 6月17日 - この日を開校記念日に制定する。
  - 9月30日 - リニューアル工事竣工（耐震補強工事、玄関改修、屋上防水工事、外壁塗装、内壁塗装、強化ガラス化、体育館屋根改修、家庭科室、生活科室の床改修、プール壁ひび割れ改修）。
  - 11月26日 - 開校記念式典挙行。
- 2000年（平成12年）8月31日 - 普通教室の床を改修。
- 2001年（平成13年）8月30日 - 体育館ギャラリーへの階段取り付け。
- 2002年（平成14年）1月24日 - 舞台のクロス張りかえ。
- 2003年（平成15年）4月6日 - 少人数指導（算数）始まる。
- 2004年（平成16年）
  - 4月21日 - わくわくチャレンジ広場開設。
  - 8月31日 - 校庭水飲み場設置。
  - 9月3日 - 歩道橋完成式典に参加。
  - 9月10日 - 体育館にクライミングウォール完成。
  - 9月30日 - 図書室の冷暖房化。
- 2005年（平成17年）
  - 6月10日 - 音楽室前廊下防音扉工事。
  - 6月29日 - 普通教室冷房化。
  - 7月16日 - 校庭バスケットゴール設置工事。
  - 9月1日 - 校庭整備工事。
  - 10月16日 - セーフティー教室実施。
  - 12月20日 - 子どもの安全を守る連絡会開催。
- 2007年（平成19年）
  - 6月30日 - 図工室・少人数ルームの冷暖房化。
  - 9月12日 - チャレンジ教室実施。
- 2008年（平成20年）
  - 6月1日 - プール塗装等改修工事完了。
  - 9月25日 - 西校舎トイレ全面改修完了。
- 2009年（平成21年）
  - 2月28日 - 中央階段手すり取り付け。
  - 3月30日 - 備蓄倉庫体育館裏に完成（4棟）。
  - 11月28日 - 開校10周年記念式典挙行。
- 2011年（平成23年）
  - 3月31日 - 「学校教育総合システム」として、職員室に教職員用パソコンを21台設置。
  - 5月16日 - 給食室排水設備改修。
- 2013年（平成25年）
  - 4月1日 - 特別支援教育推進校となる。
  - 8月 - この月から翌月にかけて、コンピュータルームにノートパソコン40台設置。
- 2014年（平成26年）12月 - 学校応援団が始まる。
- 2016年（平成28年）4月1日 - オリンピック・パラリンピック教育推進校。
- 2017年（平成29年）4月1日 - 葛飾区特別支援教育推進校。
- 2018年（平成30年）9月 - 受変電設備工事。
- 2019年（平成31年・令和元年）
  - 3月 - 校舎外壁塗装工事。
  - 7月 - 屋上防水工事。
  - 10月12日 - 開校20周年記念式典挙行。

## 通学区域
- 四つ木1丁目（1番～47番(全域)）、四つ木2丁目（1番～30番(全域)）、四つ木3丁目（1番～18番）、四つ木4丁目（1番～13番・21番～28番）[2]

## 進学先中学校
- 葛飾区立四ツ木中学校[3]

## その他
- 本校は、幼児教育と小学校教育が円滑に接続するように、提携園と本校との連携教育に取り組んでいる。
- 本校は、秋田県鹿角市と交流を行っており、毎年夏には鹿角市都市農村交流を行っているほか、2005年（平成17年）11月21日には秋田県鹿角市から、天然記念物の比内鶏が3羽寄贈されたり、鹿角市から農産物がプレゼントされるなどの交流を行っている[4]。

## 学校周辺
- 葛飾区立四つ木地区図書館 - 同一建物内
- 葛飾四つ木郵便局
- 国道6号（水戸街道）
- 篠原公園
- 葛飾区立四ツ木中学校
- 四つ木4丁目公園
- セブンイレブン葛飾水戸街道四つ木店
- 首都高中央環状線
  - 四つ木ランプ
- 綾瀬川
- 荒川

## 交通アクセス
- 都営バス「上23出入」（平井駅前～青戸車庫前）・「錦37」（錦糸町駅前～青戸車庫前）・「草39」（上野松坂屋前～金町駅前）の各系統[5]で、「よつぎ小学校前」バス停下車。